# Baffinbaai
De Baffinbaai (Engels: Baffin Bay, Frans: Baie de Baffin) is een zee tussen de Atlantische Oceaan en de Noordelijke IJszee. Zij is 1130 kilometer lang van noord tot zuid. Gedurende het grootste gedeelte van het jaar is de zee niet bevaarbaar vanwege het grote aantal ijsbergen.
De Baffinbaai wordt begrensd door het Baffineiland in het westen, Groenland in het oosten, en Ellesmere-eiland in het noorden. De baai is verbonden met de Labradorzee in de Atlantische Oceaan langs de Straat Davis en met de Noordelijke IJszee door verschillende nauwe zeestraten die gedurende het hele jaar dichtgevroren zijn, waaronder de Straat Nares. Via de Straat Nares komt men in de Lincolnzee. In de Baffinbaai liggen onder meer Byloteiland en Qikiqtaaluk.
In het noordoosten mondt o.a. het Wolstenholmefjord uit in de baai.
De baai is genoemd naar William Baffin, de eerste persoon die in 1616 door de baai voer.
De Engelse ontdekkingsreiziger John Davis was de eerste Europeaan die de baai binnenkwam. Hij arriveerde er in 1585. 
In 1612 vormde een groep Engelse kooplieden de Company of Merchants of London, discoverers of the North-West Passage. Deze compagnie organiseerde vijf expedities om de noordelijke kusten van Canada te verkennen op zoek naar een maritieme doorgang naar het Verre Oosten. Henry Hudson en Thomas Button verkenden de baai in 1616. Aan boord van Discovery bracht Baffin het gebied in kaart en noemde Lancaster, Smith en Jones Sounds naar kooplieden van zijn compagnie. Aan het einde van zijn reis in 1616 had Baffin geen hoop meer op een ijsvrije doorgang en het gebied bleef nog twee eeuwen onontgonnen. Na verloop van tijd werd zijn verhaal in twijfel getrokken, totdat het werd bevestigd door de reis van John Ross in 1818. Meer uitgebreide wetenschappelijke studies volgden in 1928 en in de jaren dertig door Deense, Amerikaanse en Canadese expedities. 
Momenteel zijn er een paar Inuit-nederzettingen aan de Canadese kust van de baai, waaronder Arctic Bay (bevolking 690), Pond Inlet (1.315) en Clyde River (820). Die nederzettingen worden bevoorraad door de lucht en over het water. In 1975 werd in Nanisivik een stad gebouwd om de lood- en zinkproductie in de Nanisivik-mijn, de eerste Canadese mijn in het noordpoolgebied, te ondersteunen. De mijn werd in 2002 gesloten vanwege dalende metaalprijzen. Terwijl de stad nog steeds een functionele zeehaven en een luchthaven heeft, heeft het vanaf de telling van 2006 een officiële bevolking van nul.
Aan de Groenlandse kust zijn meer nederzettingen te vinden. De grootste en bekendste plaats is Ilulissat. De ijsfjord van Ilulissat staat op de werelderfgoedlijst.
In het noorden van de zee bevindt zich een van de grootste polinia's van de wereld, de Noordwaterpolinia.